# Jardín aromático
Los aromas y perfumes de las plantas aromáticas han sido utilizados por el ser humano desde hace al menos tres mil años. Ya en el antiguo Egipto se cultivaban plantas como el incienso y la mirra para elaborar ungüentos que usaban tanto en el aseo personal como en el embalsamamiento de sus muertos.

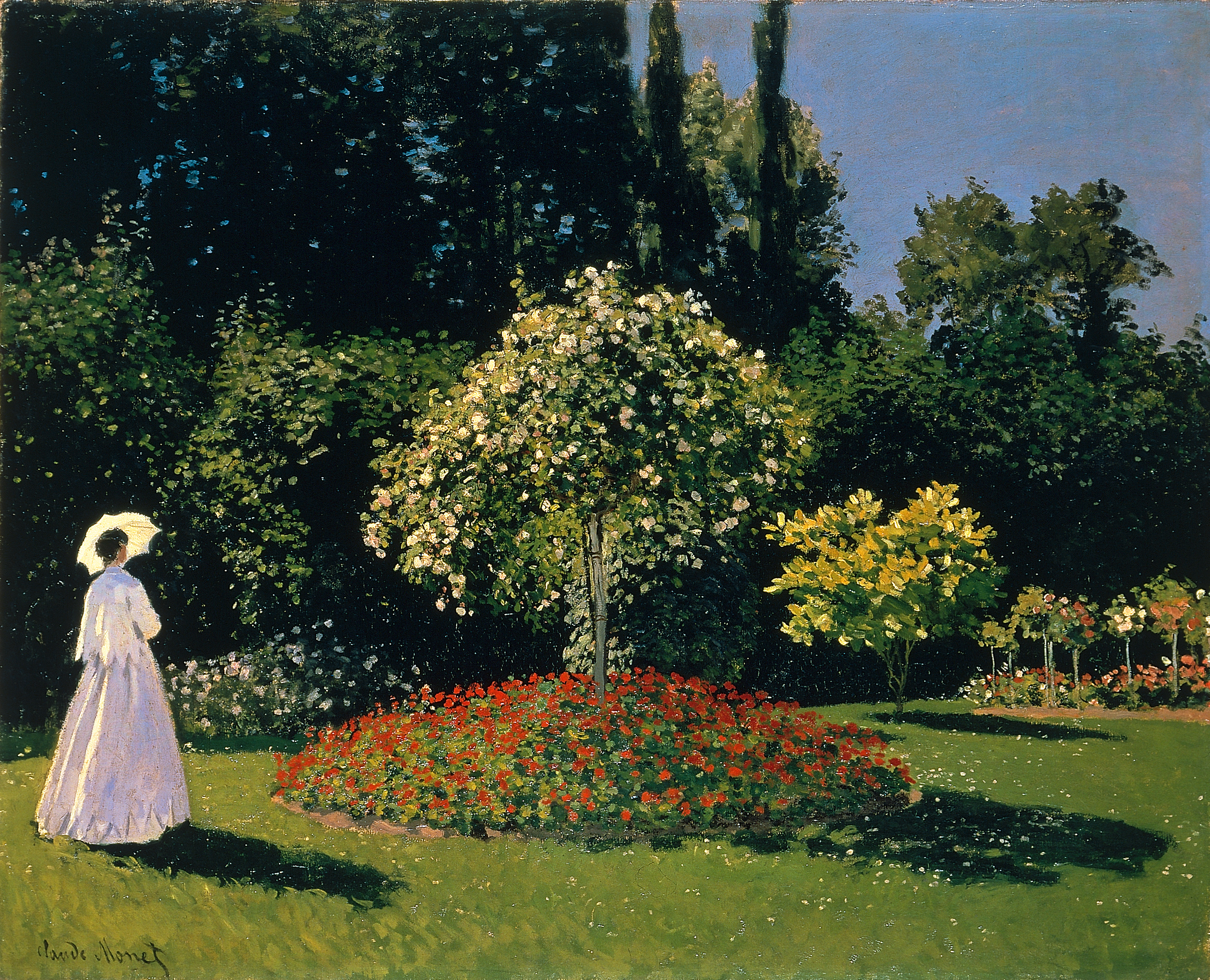
Mujer en el jardín de Claude Monet.

La palabra perfume deriva de los términos latinos per, "a través", y fumare, "humear" o echar humo, debido a la ancestral costumbre de quemar maderas o plantas olorosas como ofrenda a los dioses. Costumbre que se fue extendiendo, siendo adoptada por egipcios, griegos y romanos y, aún hoy, se sigue practicando en religiones orientales como la budista e hinduista, e incluso en la iglesia cristiana durante las grandes celebraciones, en las que se quema incienso siguiendo la tradición judía anterior.
Muchas de las especies de plantas aromáticas son oriundas de Persia, por lo que no es extraño que los jardines del Medio Oriente tuvieran fama de ser, sin duda, los más fragantes de la antigüedad.
Durante la Edad Media la afición al cultivo de jardines aromáticos traspasó las fronteras persas extendiéndose a la India y Europa, en ésta, se realizó principalmente en los monasterios, donde se cultivaban plantas y flores más por razones prácticas que lúdicas, erigiéndose en custodios de algunas especies que de otro modo se hubieran perdido.
A partir del siglo XVI, el cambio de vida derivado de viajes y descubrimientos promueve las ciencias y, en especial la botánica, alentando el cultivo de especies traídas del Nuevo Mundo.
Es importante tener en cuenta el clima en que se dan los jardines. En el mediterráneo, entendiendo que tal clima se extiende por Asia, hasta la India y China, los jardines pueden gozarse durante gran parte del año, de modo que se aprecian más las plantas aromáticas, aunque tengan la flor pequeña. En climas fríos se aprecian más las flores grandes y vistosas, para verlas desde las ventanas o utilizarlas como flor cortada, siendo el aroma una cuestión menos importante. Así, en el sur de España se ha mantenido esta tradición de los jardines aromáticos (que se conocían como huertos de flor, antes de que la palabra francesa, jardín, se introdujera en nuestro idioma). El olor a jazmín, azahar, dondiego de noche, todas ellas flores de pequeño tamaño, impregna la idea del jardín andaluz, donde la flor para cortar tiene poco espacio.
La moda de la jardinería ha sufrido fluctuaciones a lo largo de la historia. Por ejemplo, en Inglaterra, en la época de los Estuardo y Tudor, se seguía la moda mediterránea, traída por los frailes de los monasterios, y predominaban los jardines con fragantes flores, madreselvas y hierbas aromáticas, pero cuando se dieron cuenta de que no eran jardines apropiados a su clima, surgió el estilo paisajista, imperante en el siglo XVIII, con las alfombras florales, más atractivas a la vista que al olfato, y macizos de flores para cortar, dejando las puramente aromáticas. Este desinterés continuó hasta mediado el siglo XIX, cuando los famosos floricultores Gertrude Jekyll y William Robinson elogiaron las cualidades de las plantas aromáticas potenciando su cultivo.
En la actualidad, la tendencia a considerar que un jardín hermoso también puede ser útil ha devuelto la afición a este tipo de cultivos.
Pero la importancia de estas plantas no solo radica en los agradables efectos sensoriales que provocan al pasear entre ellas deleitándonos con su perfume, al paladearlas como condimento culinario o incluso como símbolo religioso, sino que, de forma silvestre o cultivada, se han venido utilizando por sus propiedades medicinales y cosméticas desde la antigüedad. Numerosos herbarios han llegado a nuestros días escritos por botánicos y físicos ilustres, desde Teofrasto, que recogió en uno de sus volúmenes de Las investigaciones sobre las plantas fragmentos de un herbario griego, pasando por Krateuas, Dioscórides, Apuleyo, Wilfredo Estrabón, Brunfels o John Gerard entre otros.
La variedad de especies que puede formar un jardín aromático es inmensa y abarca tanto plantas trepadoras, arbustos, árboles, bulbos, hierbas, como flores de todo tipo.
Trepadoras:
- Clemátide Clematis (varias especies)
- ForsythiaHamamelis.
- Jazmín Jasminum officinale
- Madreselva Lonicera
- Glicinia Wisteria

Árboles:
- Acacia dealbata Mimosa
- Limonero Citrus x limon

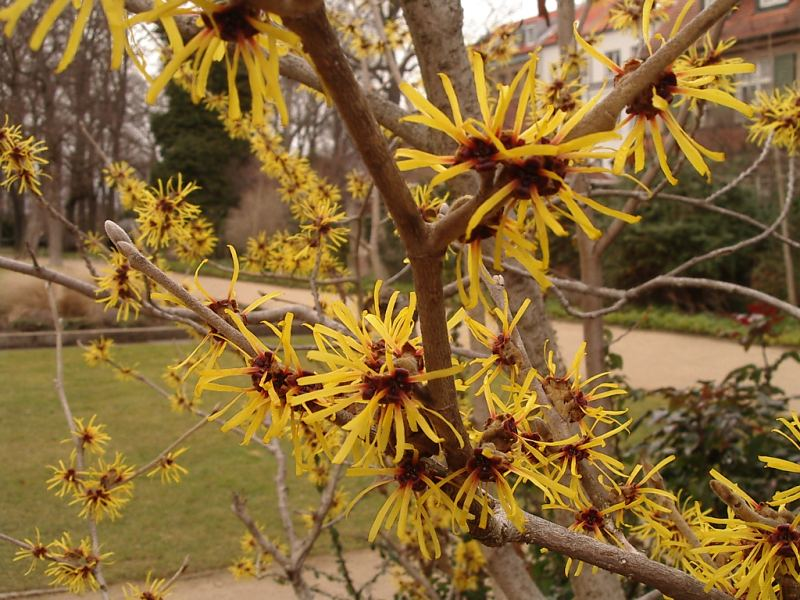
Hamamelis.

- Magnolia (género con especies arbustivas y arbóreas)
- Naranjo Citrus x sinensis

Arbustos:
- Buddleia
- Calicanto de Carolina Calycanthus floridus
- Datura (varias especies)Flores de rododendro.

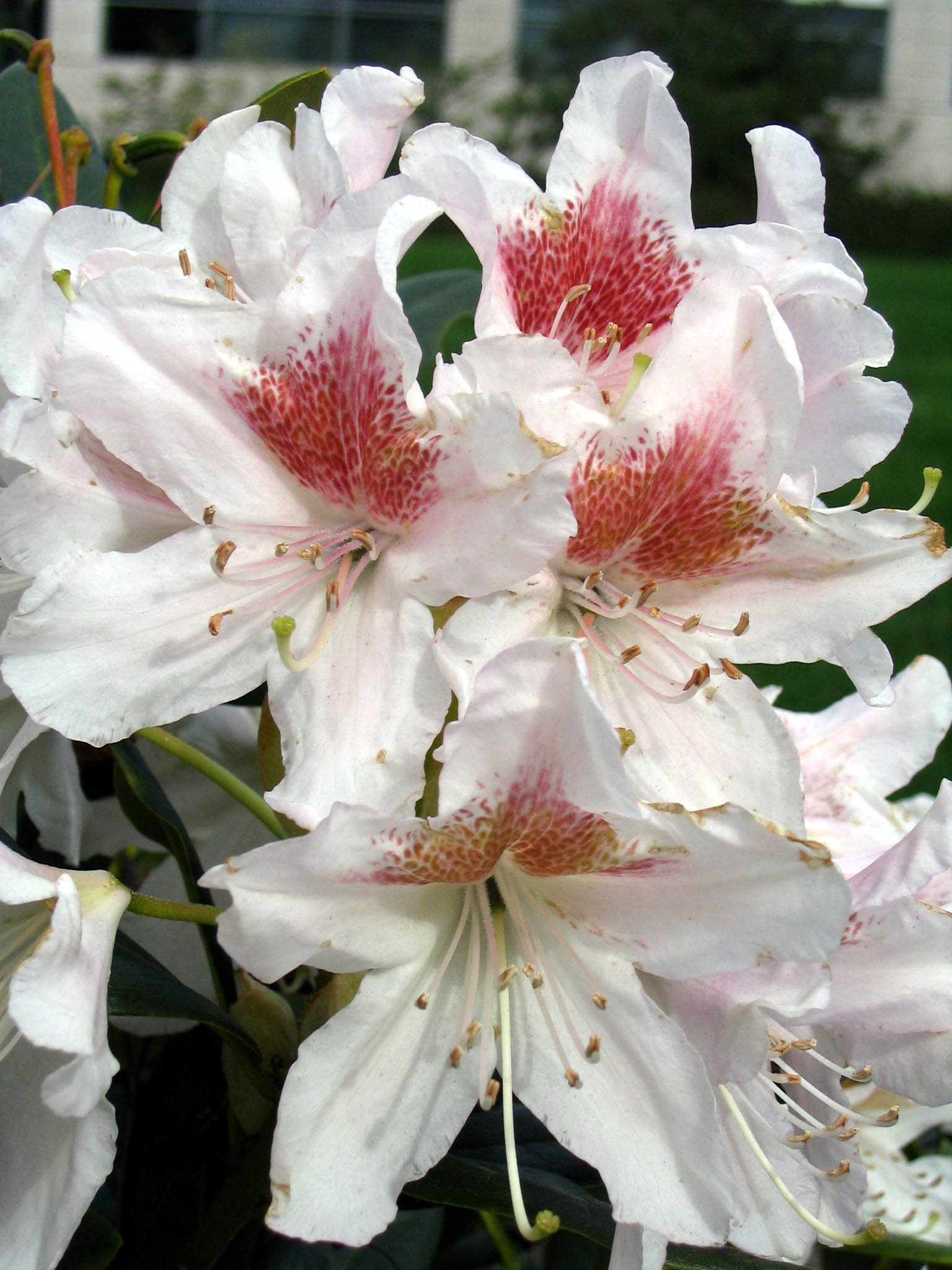
Flores de rododendro.

- Eucalipto Eucalyptus (varias especies)
- Geranio Pelargonium graveolens (varias especies)
- Hipérico Hypericum calycinum
- Majuelo Crataegus monogyna
- Mirto Myrtus communis
- Naranjo mexicano Choisya ternata
- Retama de Marruecos Cytisus battandieri
- Hamamelis Hamamelis
- Rododendro o Azalea Rhododendron

Bulbos:
- Ciclamen Cyclamen (varias especies)
- Gladiolo Gladiolus (varias especies)
- Narciso Narcissus (varias especies)
- Tulipán Tulipa (varias especies)

## Hierbas aromáticas
Además de tener un uso culinario, son aptas para ocupar un lugar en el jardín como elemento decorativo y fragante.
Ordenadas alfabéticamente.
- Abrótano hembra Santolina chamaecyparissus
- Abrótano macho, Cidronela Artemisia abrotanum
- Acedera Rumex acetosa
- Achicoria, Amargón Cichorium intybus
- Ajedrea Satureja montana
- Ajo Allium sativum caléndula.
- Albahaca Ocimum basilicum
- Alcaravea Carum carvi
- Angélica Angelica archangelica
- Anís Pimpinella anisum

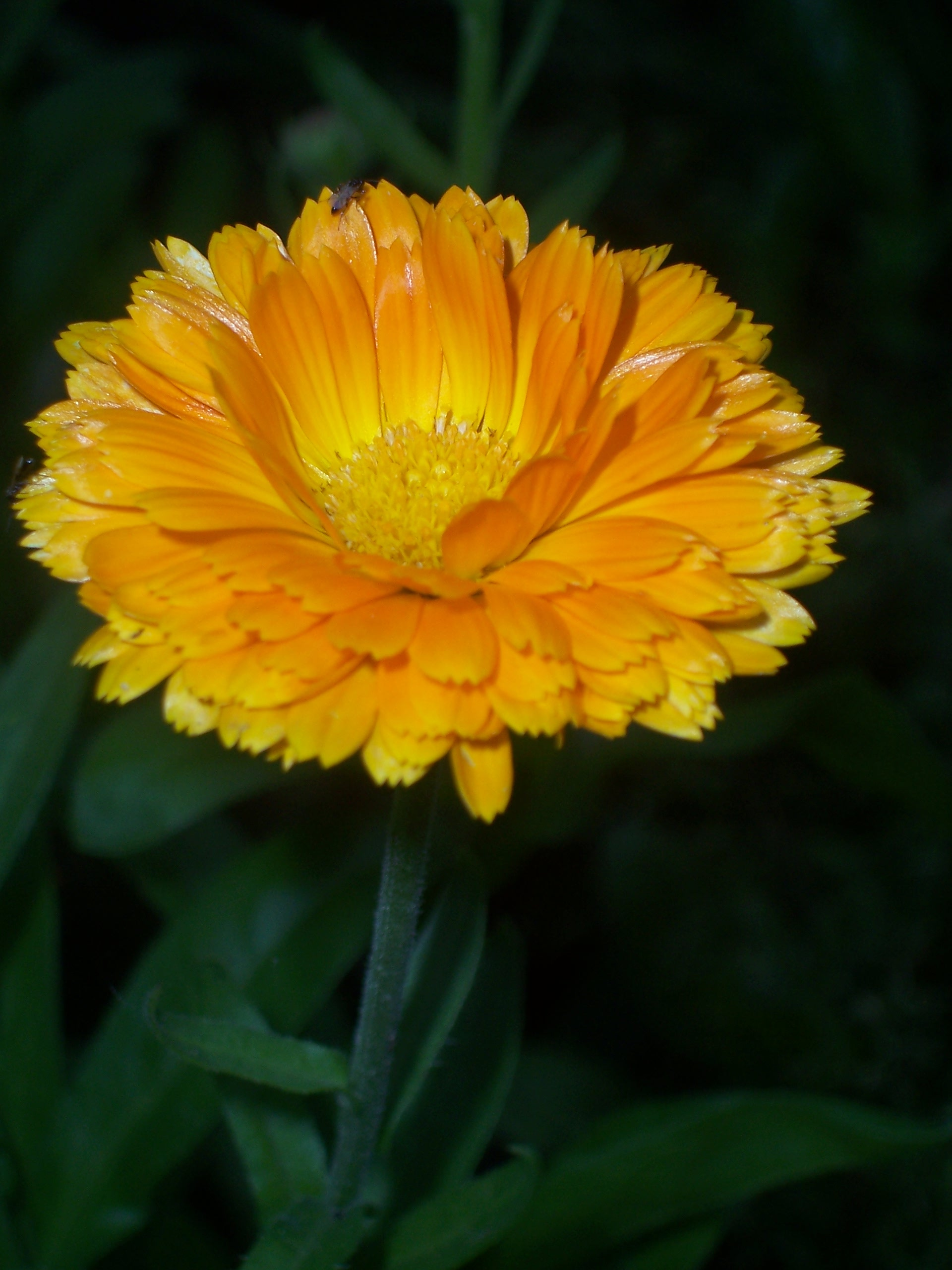
caléndula.

- Apio de montaña, Levístico Levisticum officinale
- Artemisa, Hierba de San Juan Artemisia vulgaris
- Aspérula olorosa Galium odoratum
- Bergamota Monarda fistolusa
- Berro, Mastuerzo Nasturtium officinale
- Bistorta Polygonum bistorta
- Borraja Borago officinalis
- Capuchina Tropaeolum majus
- Cebolla Allium cepa flores de orégano.

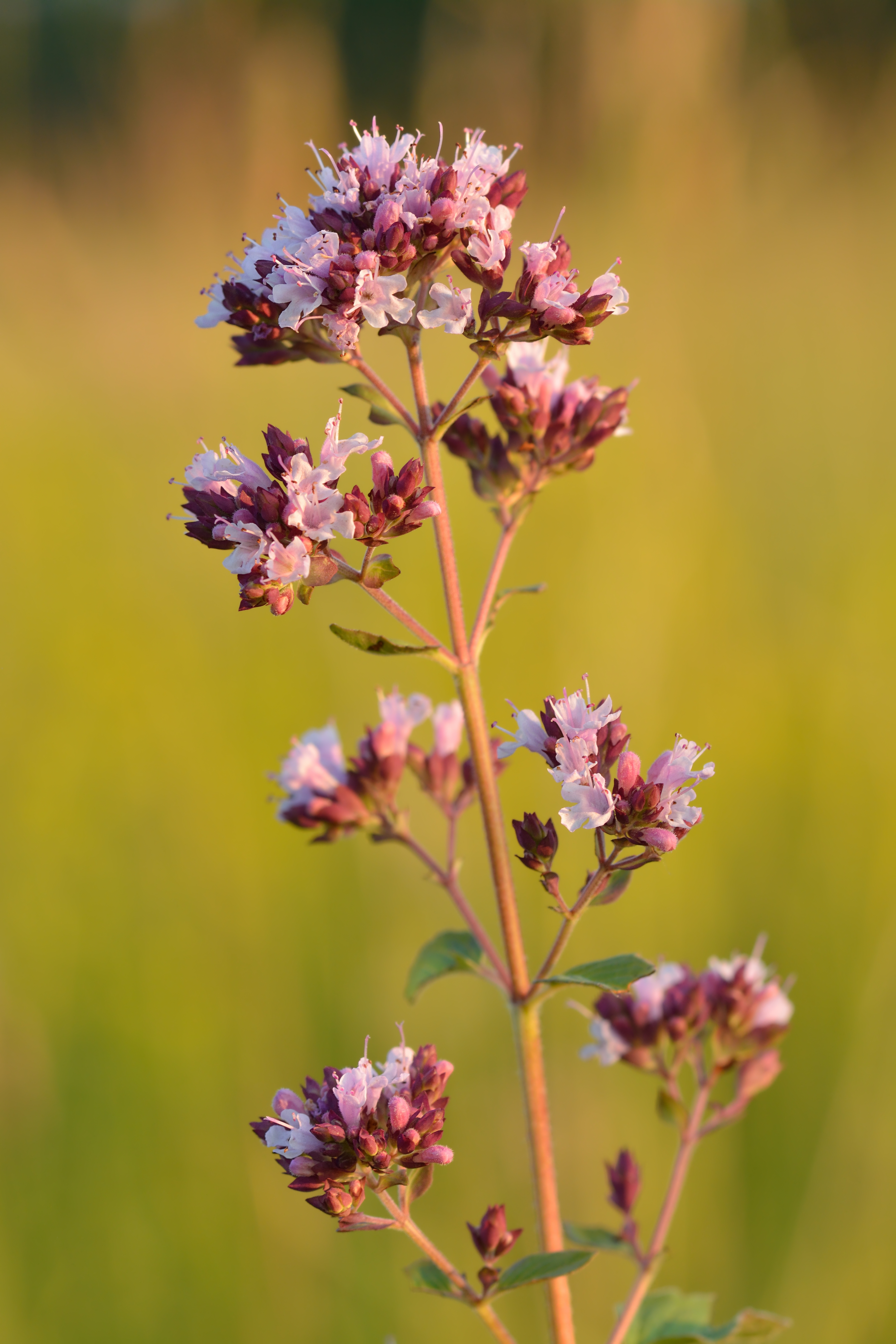
flores de orégano.

- Cebollino, cebollino francés Allium schoenoprasum
- Cilantro, Coriandrum sativum
- Comino Cuminum cyminum
- Consuelda, Sínfito mayor Symphytum officinale
- Eneldo Anethum graveolens
- Estragón Artemisia dracunculus
- Helenio, Enula Inula helenium
- Hierbaluisa Aloisya triphylla
- Hierba de Santa María, Hierba romana Chrysanthemum balsamita
- Hinojo Foeniculum vulgare
- Hisopo Hyssopus officinalis
- Laurel Laurus nobilis Laurel.
- Lavanda Lavandula angustifolia
- Lúpulo Humulus lupulus

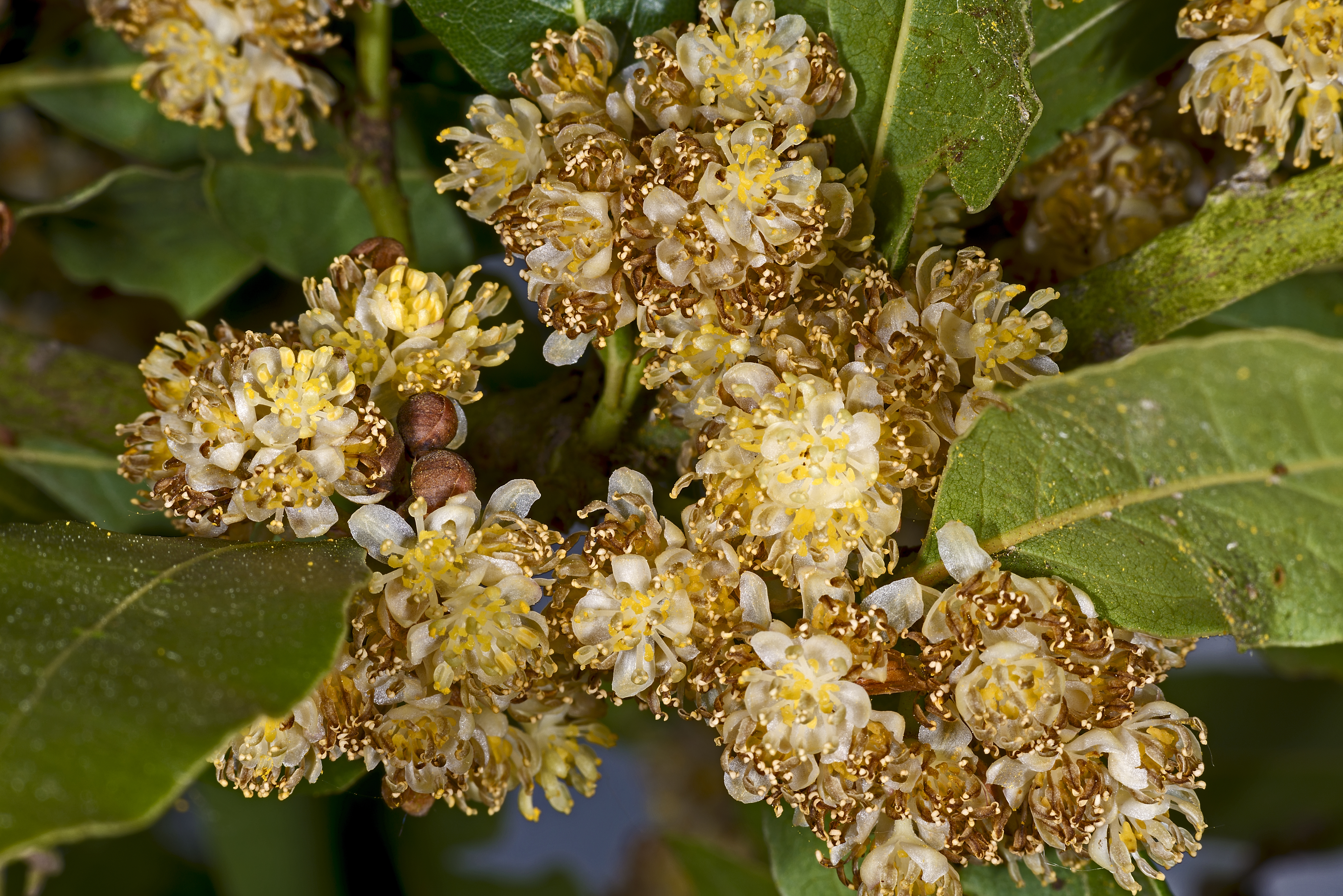
Laurel.

- Malvavisco, Altea Althaea officinalis
- Manzanilla, Camomila Chamaemelum nobile
- Maravilla, Caléndula Calendula officinalis
- Matricaria, Magarza Chrysantemum parthenium
- Melisa, Toronjil Melissa officinalis
- Menta Mentha (diferentes especies e híbridos)
- Nébeda, Hierba de gatos Nepeta cataria
- Orégano Origanum vulgare
- Perejil Petroselinum crispum
- Perifollo Anthriscus cerefolium
- Perifollo oloroso Myrrhis odorata
- Perpetua, Siempreviva Helichrysum angustifolium
- Pimiento Capsicum annuum
- Pimpinela Poterium sanguisorba
- Prímula, Primavera Primula veris
- Rábano rusticano Armoracia rusticana
- Regaliz Glycyrrhiza glabra
- Romero Salvia rosmarinus
- Ruda Ruta graveolens
- Salvia Salvia officinalis (varias especies)
- Sándalo de jardín, Menta de agua Mentha aquatica
- Saúco (Sambucus nigra)
- Sésamo, Ajonjolí Sesamum indicum
- Tomillo Thymus (varias especies)